# 北西から見たデフェンテルの眺め
『北西から見たデフェンテルの眺め』（ほくせいからみたデフェンテルのながめ、蘭: Gezicht op Deventer gezien vanuit het noordwesten、英: A View of Deventer seen from the North-West）17世紀のオランダ絵画黄金時代の画家サロモン・ファン・ロイスダールがオーク板上に油彩で制作した風景画である。ロイスダールの画業後期の1657年に制作された。画面前景中央右よりの舟の上に画家の署名がかすかに見える。作品は1962年に寄贈されて以来、ロンドン・ナショナル・ギャラリーに所蔵されている。

## 作品
風景画家ヤーコプ・ファン・ロイスダールの叔父にあたるサロモン・ファン・ロイスダールは、オランダの川や運河を描く最も優れた画家であった。1640年以降、彼の作品は大胆なものになり、木々が影を映す静まり返った水の流れに代わり、ほとんど海のように広い大河の眺望が描かれるようになった。

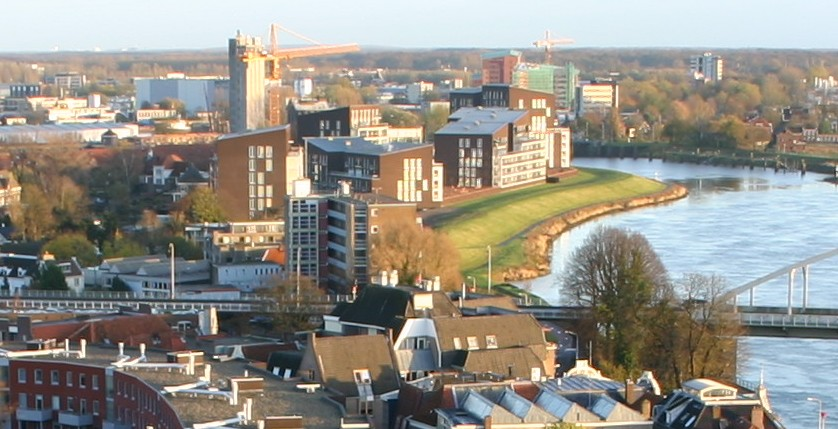
2004年のデフェンテルの町

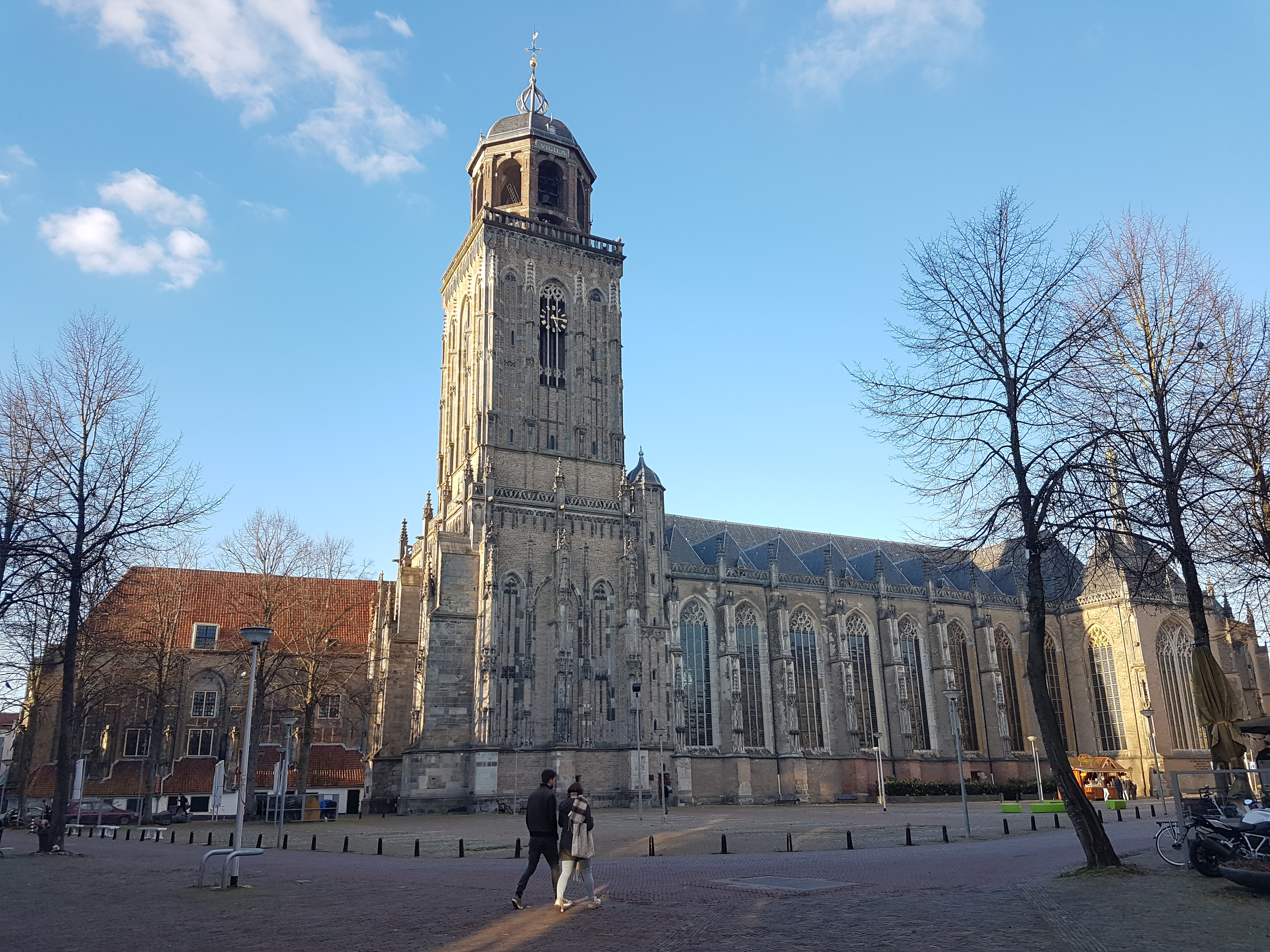
デフェンテルのフローテケルク (大教会)

地形的に正確ではなく、おそらく版画をもとに描かれたこのデフェンテルの風景は、1604年にハールレムで出版されて大きな影響を及ぼしたカレル・ファン・マンデルの理論書にある1節をほぼそのまま視覚化したように思われる。それによれば、「大きく曲がって湿地帯を蛇行する川…さらに、水を常にいちばん低い層に描き、芸術的効果を高めるために、より高い地面に広がる水上の町を描くこと…」と記述されているのである。ロイスダールは、ファン・マンデルが続けて述べている絶壁に立つ城を発明することはせず、代わりに水平線のほぼ中央にフローテケルク (大教会) の鐘楼を配置して、画面に支配的な垂直線を付与した。
デフェンテルは海からかなり遠いところにあるが、エイセル川はデフェンテルでは川幅が広い。オランダの旗を翻らせ、風を斜めに受けて帆走する船は、より内陸部の上流の方に進んでいく。しかし、ロイスダールは、この商船の行きかうありふれた光景に大海原の航海のような叙事詩的性格を与えている。船は斜めの線に沿って動き、前景にある湿地の小島がこの斜線を強調する。雲の影が最前景を横切っている一方、小島の向こう側の斜線上にある水面は明るい日差しを浴びている。鑑賞者の視線を水平線上の消失点へと導くこの斜線は、右手で遠のいていく岸辺の線によっても強調される。かくして、画面の4分の3が空で占められているとはいえ、鑑賞者の注意は斜線上にある人間の営みに向かうのである。

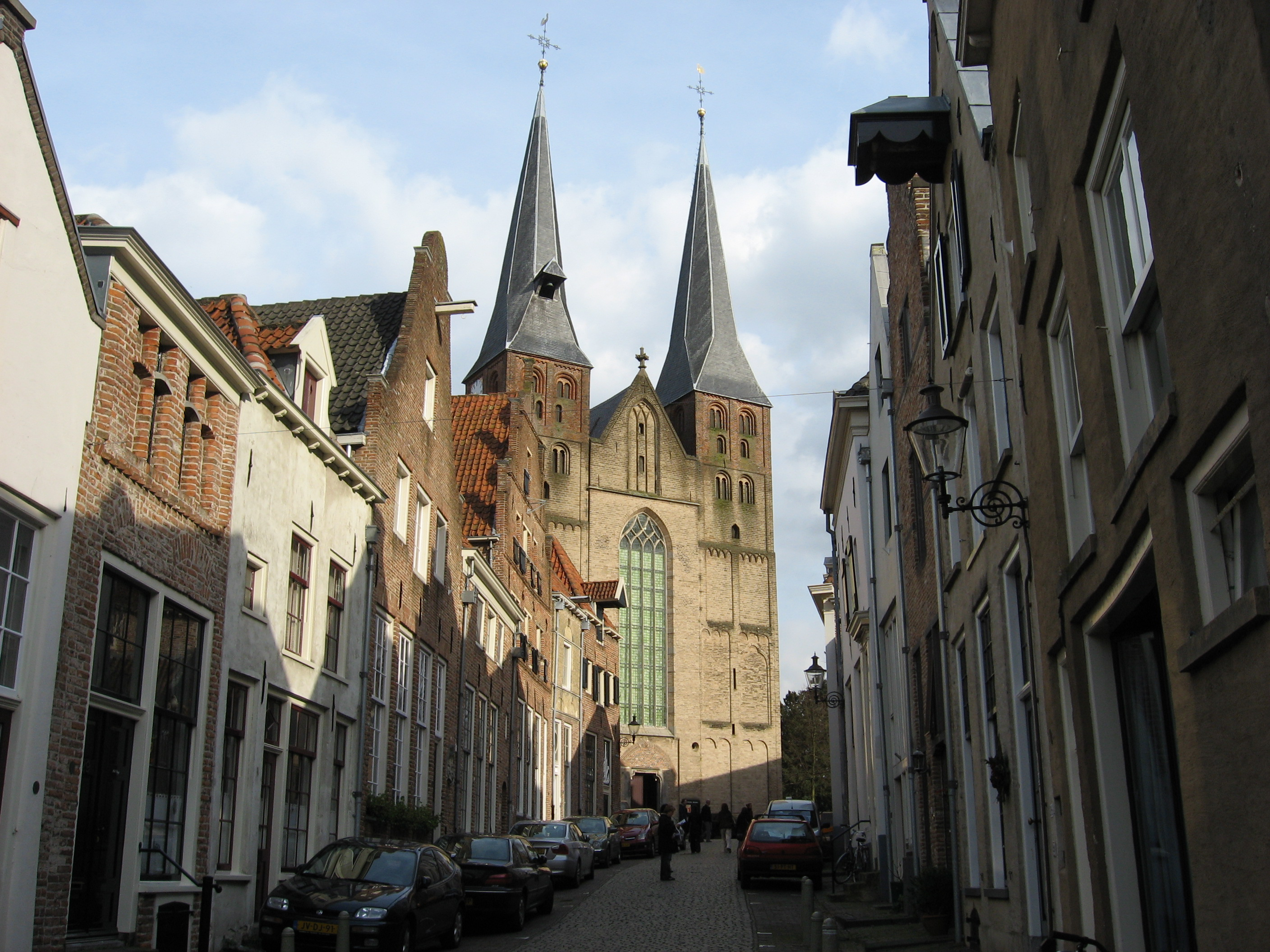
ベルフケルク

画面右側の対岸には、膝まで水に浸かった牛たちがいる。より前景の舟に乗った漁師が持つ引き網が水面に浮かんでおり、それは小島につながれた舟に結びつけられている。この舟にも漁師が乗っており、彼の周囲には魚を入れる編み籠が見える。そのうちの1つの籠は、太陽が一番高く昇った時に魚を生かし、冷やしておくためにすでに川に浮かんでいる。
朝霧を通して見える町の建物は霞んでいる。よく見ると、建物は非常に細かく描かれているが、ロイスダールは構図に律動感を与えるためにそれらを実際とはやや異なる配置にした。左側の風車の中にはノールデンベルフトレンの堅固な丸い塔があり、右側にはフローテケルクの3層の鐘楼が見える。2つの建物の間には、ベルフケルクの2本の尖塔がある。帆船が何艘か見える辺りは、かつて漁師の舟が市場用の漁獲の荷を下ろしたフィスフポールテ (Vischpoorte) の入り口である。